# Unterseeboot 1022
L'Unterseeboot 1022 ou U-1022 est un sous-marin allemand (U-Boot) de type VIIC/41 utilisé par la Kriegsmarine pendant la Seconde Guerre mondiale.
Le sous-marin est commandé le 13 juin 1942 à Hambourg (Blohm + Voss), sa quille posée le 6 mai 1943, il est lancé le 13 avril 1944 et mis en service le 7 juin 1944, sous le commandement du Kapitänleutnant Hans-Joachim Ernst.
Il capitule à Bergen en mai 1945 et est coulé en décembre 1945.

## Conception
Unterseeboot type VII, l'U-1022 avait un déplacement de 769 tonnes en surface et 871 tonnes en plongée. Il avait une longueur hors-tout de 67,10 m, un maître-bau de 6,20 m, une hauteur de 9,60 m et un tirant d'eau de 4,74 m. Le sous-marin était propulsé par deux hélices de 1,23 m, deux moteurs diesel Germaniawerft M6V 40/46 de 6 cylindres en ligne de 1 400 cv à 470 tr/min, produisant un total de 2 060 à 2 350 kW en surface et de deux moteurs électriques Brown, Boveri & Cie GG UB 720/8 de 375 cv à 295 tr/min, produisant un total 550 kW, en plongée. Le sous-marin avait une vitesse en surface de 17,7 nœuds (32,8 km/h) et une vitesse de 7,6 nœuds (14,1 km/h) en plongée. Immergé, il avait un rayon d'action de 80 milles marins (150 km) à 4 nœuds (7,4 km/h; 4,6 milles par heure) et pouvait atteindre une profondeur de 230 m. En surface son rayon d'action était de 8 500 milles nautiques (soit 15 700 km) à 10 nœuds (19 km/h).
L'U-1022 était équipé de cinq tubes lance-torpilles de 53,3 cm (quatre montés à l'avant et un à l'arrière) et embarquait quatorze torpilles. Il était équipé d'un canon de 8,8 cm SK C/35 (220 coups), d'un canon antiaérien de 20 mm Flak et d'un canon 37 mm Flak M/42 qui tire à 15 350 mètres avec une cadence théorique de 50 coups par minute. Il pouvait transporter 26 mines TMA ou 39 mines TMB. Son équipage comprenait 4 officiers et 40 à 56 sous-mariniers.

## Historique
Il suit son temps d'entraînement initial à la 31. Unterseebootsflottille jusqu'au 31 janvier 1945, puis rejoint son unité de combat dans la 11. Unterseebootsflottille.
Sa première patrouille est précédée de courts passages à Kiel, à Kalundborg, Horten et à Bergen. Elle commence le 12 février 1945 au départ de Bergen pour les côtes islandaises. Le 28 février 1945 à 23 h 0, l'U-1022 attaque de trois torpilles le convoi UR-155 ; l'une d'elles touche le côté tribord d'un navire marchand panaméen. Le navire coule par la poupe 25 minutes après l'impact, dans la baie de Faxaflói.
Un matelot pris au piège dans le filet de sécurité suspendu au-dessus du côté tribord meurt noyé lors du naufrage. Un autre tombe dans le trou causé par l'explosion de la torpille sur le pont et un steward's assistant (en) refuse de sauter par-dessus bord pour rejoindre un canot de sauvetage. Trois membres de l'équipage meurent donc et huit autres sont blessés. Les survivants abandonnent le navire dans deux bateaux et deux radeaux, ils sont secourus à 1 h 40 par le HMS Home Guard et débarqués à Reykjavik quatre heures plus tard.
Le 3 mars 1945 à 11 h 32, le navire britannique HMS Southern Flower est touché par une torpille de l'U-1022, à 4 milles de Skagi, en Islande. Le navire coule immédiatement, emportant 25 membres d'équipage, seul le commandant survit au naufrage.
Après 49 jours en mer, l'U-1022 atteint Bergen le 1er avril 1945. Il ne fait aucune autre patrouille.
L'U-1022 se rend aux forces alliées le 9 mai 1945 à Bergen, en Norvège.
Le 30 mai 1945, il est convoyé au point de rassemblement de Lisahally en vue de l'opération alliée de destruction massive d'U-Boote (Deadlight) de la Kriegsmarine. 
L'U-1022 est coulé le 29 décembre 1945 à la position 55° 40′ N, 8° 15′ O, par l'artillerie du destroyer polonais ORP Piorun.

## Affectations
- 31. Unterseebootsflottille du 7 juin 1944 au 31 janvier 1945 (Période de formation).
- 11. Unterseebootsflottille du 1er février 1945 au 8 mai 1945 (Unité combattante).

## Commandement
- Kapitänleutnant Hans-Joachim Ernst du 7 juin 1944 au 9 mai 1945.

## Patrouilles
|       | Commandant                | Départ          | Départ     | Arrivée         | Arrivée    | Jours    | Succès  |
| ----- | ------------------------- | --------------- | ---------- | --------------- | ---------- | -------- | ------- |
|       | Kptlt. Hans-Joachim Ernst | 16 janvier 1945 | Kiel       | 17 janvier 1945 | Kalundborg | 2 jours  |         |
|       | Kptlt. Hans-Joachim Ernst | 22 janvier 1945 | Kalundborg | 23 janvier 1945 | Horten     | 2 jours  |         |
|       | Kptlt. Hans-Joachim Ernst | 29 janvier 1945 | Horten     | 8 février 1945  | Bergen     | 11 jours |         |
| 1     | Kptlt. Hans-Joachim Ernst | 12 février 1945 | Bergen     | 1er avril 1945  | Bergen     | 49 jours | 1 720   |
| Total | Total                     | Total           | Total      | Total           | Total      | 64 jours | 1 720 t |

Note : Kptlt. = Kapitänleutnant

## Navires coulés
L'U-1022 a coulé 1 navire marchand de 1 392 tonneaux et 1 navire de guerre auxiliaire de 328 tonneaux au cours de l'unique patrouille (64 jours en mer) qu'il effectua.
| Date            | Nom                 | Nationalité | Tonnage | Convoi | Fait  | Localisation         |
| --------------- | ------------------- | ----------- | ------- | ------ | ----- | -------------------- |
| 28 février 1945 | Alcedo              | Panama      | 1 392   | UR-155 | Coulé | 64° 07′ N, 23° 17′ O |
| 3 mars 1945     | HMS Southern Flower | Royal Navy  | 328     | -      | Coulé | 64° 05′ N, 23° 15′ O |